# Hommage à Cézanne
Pour les articles homonymes, voir hommage.
Ne doit pas être confondu avec L'Hommage à Cézanne.
Hommage à Cézanne est un tableau du peintre français Maurice Denis exécuté en 1900. Cette huile sur toile représente des personnalités du monde de l'art réunis dans la galerie Vollard, à Paris, autour d'une nature morte du peintre Paul Cézanne, Compotier, Verre et Pommes. De gauche à droite, y figurent en effet Odilon Redon, Édouard Vuillard, André Mellerio, Ambroise Vollard, Maurice Denis lui-même, Paul Sérusier, Paul-Élie Ranson, Ker-Xavier Roussel, Pierre Bonnard et enfin Marthe Denis, l'épouse de l'artiste. Le tableau, un portrait de groupe, qui contient aussi un autoportrait, est conservé au musée d'Orsay.